# Oulles
Oulles ist eine französische Gemeinde mit 16 Einwohnern (Stand: 1. Januar 2022) im Département Isère in der Region Auvergne-Rhône-Alpes (vor 2016 Rhône-Alpes). Sie gehört zum Arrondissement Grenoble und zum Kanton Oisans-Romanche. Die Bewohner werden Oissieux genannt.

## Geographie
Die Gemeinde Oulles liegt im Nordwesten des alpinen Oisans-Massives in einer Senke des Massif de Taillefer, etwa 24 Kilometer südöstlich von Grenoble. Der Westen der elf Quadratkilometer großen Gemeinde Oulles liegt größtenteils oberhalb der Baumgrenze. Die höchsten Erhebungen im Gemeindegebiet:
- Le Grand Galbert 2561 m
- Cime de Cornillon 2475 m

Umgeben wird Oulles von den Nachbargemeinden Livet-et-Gavet im Westen und Norden, Le Bourg-d’Oisans im Osten und Südosten sowie Ornon im Süden. Oulles ist nur aus Richtung Osten vom Tal der Romanche aus über eine schmale Serpentinenstraße (D 221) zu erreichen.

## Bevölkerungsentwicklung
| Jahr                       | 1962 | 1968 | 1975 | 1982 | 1990 | 1999 | 2011 | 2021 |
| -------------------------- | ---- | ---- | ---- | ---- | ---- | ---- | ---- | ---- |
| Einwohner                  | 35   | 29   | 25   | 8    | 9    | 16   | 12   | 13   |
| Quellen: Cassini und INSEE |      |      |      |      |      |      |      |      |

## Sehenswürdigkeiten
- Kirche Saint-Didier